# Viișoara-Moșneni
Viișoara-Moșneni – wieś w Rumunii, w okręgu Dolj, w gminie Teslui. W 2011 roku liczyła 319 mieszkańców.